# Culex perfidiosus
Culex perfidiosus är en tvåvingeart som beskrevs av Edwards 1914. Culex perfidiosus ingår i släktet Culex och familjen stickmyggor. Inga underarter finns listade i Catalogue of Life.